# Taylor James
Taylor James, gespeeld door actrice Lindsey McKeon, is een personage uit de televisieserie One Tree Hill.

## Seizoen 2
Wanneer Taylor de stad in komt om tijdelijk bij haar zus Haley James Scott en haar man Nathan Scott te verblijven, herkent Nathan haar ergens van. Hij realiseert zich snel dat Taylor het eerste meisje is waar Nathan seks mee heeft gehad. Wanneer Taylor ontdekt dat Haley verliefd wordt op Chris Keller, probeert ze dit dan ook te stoppen. Desondanks gaat Haley op tour met hem. Een gebroken Nathan gooit Taylor er niet veel later uit.
Wanneer Nathan haar later tegenkomt in een club, ontdekt hij dat ze hier werkt als bediende en danseres. Hier verleidt ze hem om hem te laten inzien dat hij nog houdt van Haley. Sindsdien is het niet bekend wat Taylor doet. Ze kwam ook niet terug voor Nathan en Haley's tweede bruiloft aan het einde van het derde seizoen.